# Neotama rothorum
Neotama rothorum är en spindelart som beskrevs av Baehr 1993. Neotama rothorum ingår i släktet Neotama och familjen Hersiliidae. Inga underarter finns listade i Catalogue of Life.